# 野島透
野島 透（のじま とおる、1961年（昭和36年） - ）は、日本の元財務官僚で山田方谷研究家（山田方谷六代孫）。財務省大臣官房会計課長、九州財務局長などを歴任した。現在は、学校法人二松学舎評議員、中国学園大学客員教授、株式会社メイホーホールディングス取締役専務執行役員、おかやま観光特使、山田方谷記念館（岡山県新見市大佐）名誉館長、方谷さんを広める会東京本部事務局長などを務めている。
祖父が野島家の養子となったため野島姓であるが、山田方谷六代目の直系子孫である。また山田済斎（二松学舎専門学校初代校長）は曾祖父にあたる。

## 経歴
筑波大学附属高校、東京大学経済学部卒業後、1985年大蔵省（現財務省）入省（主税局調査課配属）。
1988年経済企画庁調整局財政金融課、関東信越伊勢崎税務署長、1992年外務省在タイ日本大使館一等書記官、1995年証券局証券業務課長補佐、1997年国税庁長官官房会計課長補佐、2001年内閣府政策統括官付企画官（経済財政諮問会議等担当）、大阪国税局査察部長、同課税第一部長、財務省大臣官房文書課室長、内閣府参事官、横浜税関総務部長、関東財務局総務部長、財務省大臣官房会計課長、九州財務局長、独立行政法人都市再生機構理事、預金保険機構検査部長、地方公共団体金融機構理事、三井住友海上火災保険会社顧問等を歴任した。
現在は学校法人二松学舎評議員、㈱メイホーホールディングス取締役専務執行役員、おかやま観光特使、方谷さんを広める会東京本部事務局長などを務めている。また、㈱メイホーホールディングスの東京証券取引所マザーズ（現グロース）及び名古屋証券取引所セントレックス（現ネクスト）への上場にも尽力した。
財務省同期には、矢野康治（元財務事務次官）、中島淳一（前金融庁長官）、藤井健志（元国税庁長官）、可部哲生（元国税庁長官）、森田宗男（元金融国際審議官）、中井徳太郎（元環境事務次官）、池坊雅史（池坊事務総長）などがいる。
九州財務局長時代は地域社会の活性化・地方銀行の合併、地方公共団体金融機構時代はグリーンボンドの発行（機構初）に力を入れ、機構として「Best Deal of 2019」（外債部門特別賞）を受賞した。
タイ王国の発展に貢献したことでタイ王国からタイ王冠勲章勲三等を受章した。
新見市（岡山県）から市制施行20周年を記念して市政功労者表彰を受賞（2025年3月29日）。
著作『夢を駆けぬけた飛龍　山田方谷』（明徳出版社）は演劇団周による公演『山田方谷物語』（丹羽貞仁主演、和泉妃夏ヒロイン、監修野島透）の原作になっている。『山田方谷物語（劇）』は2024年３月に東京下北沢で公演され各回満員御礼の大成功を収めた。この大成功を受けて、2024年12月には岡山県（新見市、高梁市、岡山市）と再度の東京で公演が行われ各会場大盛況で終了した。
また、マンガ『天才軍師のススメ』（Amazonのkindle）の原作小説にもなっている。

## 著作
- 「夢を駆けぬけた飛龍 山田方谷（小説）」（明徳出版社）
- 「山田方谷に学ぶ改革成功の鍵」（明徳出版社）
- 「運命をひらく山田方谷の言葉50」（致知出版社）
- 「山田方谷ゆかりの群像」（明徳出版社）
- 「財政の天才 幕末を駆ける～山田方谷 奇跡の藩政改革」(NHK全国放送、NHKエンタープライズDVD)
- 「歴史に学ぶ地域再生」（吉備人出版）
- 「山田方谷の夢 実現へ」（中国新聞「緑地帯」、2012年）
- 「宮崎から日本を変える」（宮崎日日新聞全12回、2013年）
- 「日本の城」（小和田哲男監修、小学館）
- 「備中松山城」（寺山照一編集 PHP研究所）
- 「タイ 国際金融センターへの道」（「所報」バンコク日本人商工会議所 1992年12月号）
- 「1993年度 タイ国大型予算案」（「所報」バンコク日本人商工会議所 1992年11月号）
- 「対タイ 第17次円借款について」（「所報」バンコク日本人商工会議所 1992年11月号）
- 「新 日タイ租税条約（解説、新旧条文）」（バンコク日本人商工会議所 1993年）
- 「情報公開によって大きく変わった財務省職員の意識」（「時評」 2005年10月号）
- 「ＩＴ新戦略と業務・システムの最適化（財務省）」（「ファイナンス」（財務省広報誌）2006年5月号）
- 「藩の借金200億円を返済し200億円貯金した男 山田方谷」（「ファイナンス）（財務省広報誌）2018年1月号）
- 「山田方谷に学ぶ改革成功の鍵」」（「郷学」（安岡正篤記念館）2014年新年号）
- 「安岡教学・方谷精神を世界へ発信」（「郷学」（安岡正篤記念館）2020年春号）
- 「ともに学びあう山田方谷（日本）、譚嗣道（中国）、崔漢綺（韓国）～東アジアから世界へ」（樹福書院 2012年）
- 「山田方谷に学ぶ財政改革」（月刊「致知」2002年3月号）
- 「山田方谷の言葉～その自反尽己の人生に学ぶ」（月刊「致知」2017年10月号）
- 「楠公さん精神で東日本大震災復興を」（「ああ楠公さん」湊川神社社報第4号 2012年）
- 「山田方谷で、岡山そして日本の活性化を」（「おかやま財界」2013年5月30日号）
- 「天空の城 備中松山城と山田方谷」（中国山地歴史文化回廊 中国経済連合会 2015年2月）
- 「志（夢）とチャレンジで世界にはばたけ」（「有終」（70号）、岡山県立高梁高校創立140周年記念特集号）
- 「方谷がいなければ今のような松陰神社は出来なかった!?」（山田方谷ゼミナールVol.2、吉備人出版 2014年）
- 「至誠惻怛の人 太田健一教授（追悼特集）」（「山田方谷ゼミナールVol.4、吉備人出版 2016年）
- 「山田方谷生誕200年（西暦2005年）前後の動向」（山田方谷の研究1」吉備人出版 2006年）
- 「山田方谷を日本、世界で活かす」（「山田方谷の研究2」（吉備人出版 2008年）
- 「学士会報ＮＵ7（National University Seven）」（2017年3月、2017年5月、2018年9月、2020年5月）
- 「夏目漱石が愛した漢学」（「くまもと漱石倶楽部会報第14号、2015年）
- 「Learning the key to Successful Reform from Houkoku Yamada」（英語版Joseph Litch訳、明徳出版社）
- 「日本陽明学的実践精神」（中国語版 銭明訳 上海古籍出版社）
- 「山田方谷之夢」（中国語版 徐修竹訳 杭州出版社）
- 「改革者山田方谷、備中松山藩を救った「思想」と「政策」」（歴史街道 2021年11月号）
- 「幕末の聖人山田方谷の教え」（歴史街道 2022年10月号）
- 「書評から演劇、マンガに発展」（財務省ファイナンス、2024年11月）

著作は演劇、マンガの原作などになっている。
著作は英語、中国語に翻訳され、世界中で読まれている。

## 親族
- 曾祖父 - 山田済斎（準）、二松学舎専門学校（現二松学舎大学）初代校長、第五高等学校教授、第七高等学校造士館教授、西郷隆盛研究の第一人者の一人で「西郷南洲遺訓」（岩波文庫）をはじめ「伝習録」など著作多数
- 祖父（父方） - 野島瑛、岡山県農業共済連合会会長
- 祖父（母方） - 西巻芳二郎、大審院判事
- 大伯父 - 山田璋、第二東京弁護士会会長
- 大叔父 - 山田琢、金沢大学教授、中国哲学者（晏子春秋等）